# Asienspiele 2022/Moderner Fünfkampf
Bei den Asienspielen 2022 wurden vier Wettbewerbe im Modernen Fünfkampf ausgetragen. Austragungsort war das Fuyang Yinhu Sports Centre.
Dazu gehörten jeweils ein Einzel- und ein Mannschaftswettbewerb bei den Männern und bei den Frauen. Die jeweils fünf Bestplatzierten der beiden Einzelkonkurrenzen qualifizierten sich für die Olympischen Sommerspiele 2024 in Paris, wobei sich pro NOK nur ein Athlet bzw. eine Athletin qualifizieren konnte.

## Bilanz

### Medaillenspiegel
| Platz  | Land     | Gold | Silber | Bronze | Gesamt |
| ------ | -------- | ---- | ------ | ------ | ------ |
| 1      | Südkorea | 2    | 2      | 1      | 5      |
| 2      | China    | 2    | 1      | 2      | 5      |
| 3      | Japan    | —    | 1      | 1      | 2      |
| Gesamt | Gesamt   | 4    | 4      | 4      | 12     |

### Medaillengewinner
| Disziplin         | Gold                                                         | Silber                                          | Bronze                                                     |
| ----------------- | ------------------------------------------------------------ | ----------------------------------------------- | ---------------------------------------------------------- |
| Männer Einzel     | Jun Woong-tae                                                | Lee Ji-hun                                      | Li Shuhuan                                                 |
| Frauen Einzel     | Zhang Mingyu                                                 | Kim Sun-woo                                     | Bian Yufei                                                 |
| Männer Mannschaft | SüdkoreaJun Woong-tae Jung Jin-hwa Seo Chang-hwan Lee Ji-hun | ChinaChen Yan Zhang Linbin Li Shuhuan Luo Shuai | JapanTaishu Satō Kaoru Shinoki Ryō Matsumoto               |
| Frauen Mannschaft | ChinaXie Linzhi Zhong Xiuting Bian Yufei Zhang Mingyu        | JapanKanae Umemura Misaki Uchida Hana Shibata   | SüdkoreaSeong Seung-min Jang Hae-un Kim Se-hee Kim Sun-woo |